# Чавис, Майкл
Майкл Скотт Чавис (англ. Michael Scott Chavis; 11 августа 1995, Мариетта, Джорджия) — американский бейсболист, игрок второй базы клуба Главной лиги бейсбола «Питтсбург Пайрэтс». На драфте 2014 года был выбран в первом раунде.

## Карьера
Майкл Чавис родился 11 августа 1995 года в Мариетте, штат Джорджия. В 2014 году он окончил старшую школу Спрейберри. В выпускной год он провёл в составе школьной команды 28 игр на позиции шортстопа, набрав 37 RBI и украв 21 базу. «Спрейберри Йеллоу Джекетс» стали победителями региональной чемпионата, а Чавис получил приз Игроку года среди школ в штате Джорджия. 

### Младшие лиги
В июне 2014 года на драфте Главной лиги бейсбола он был выбран клубом «Бостон Ред Сокс» в первом раунде под общим 26 номером. Чавис отказался от намерения поступать в университет Клемсона и подписал профессиональный контракт. В июле он дебютировал в составе фарм-клуба «Ред Сокс» в Лиге Галф-Кост. В первых тринадцати играх карьеры его показатель отбивания составил всего 9,3 %, но затем Чавис набрал форму и стал одним из лучших атакующих игроков лиги. В трёх играх плей-офф, по итогам которого «Ред Сокс» выиграли чемпионат, он набрал шесть ранов.  
Сезон 2015 года Чавис провёл в клубе Южно-Атлантической лиги «Гринвилл Драйв». За команду он провёл 109 матчей, выходя на поле на позиции игрока третьей базы и в роли назначенного бьющего. Игровое время на поле Майкл делил с Рафаэлем Деверсом. В играх чемпионата Чавис выбил 29 даблов и 16 хоум-ранов, продемонстрировав свой потенциал на бите, но в то же время он испытывал проблемы с кручёными подачами. Его показатель отбивания составил всего 22,3 %, он получил 144 страйкаута. Там же он провёл 2016 год, сыграв в 74 матчах. В них Чавис выбил восемь хоум-ранов, одиннадцать даблов и три трипла. Часть игр он пропустил из-за травмы пальца руки. В августе руководство клуба перевелоего в состав «Сейлем Ред Сокс», за которых он сыграл в семи матчах.
В 2017 году Чавис провёл сильный сезон, сыграв 126 матчей за «Сейлем» и «Портленд Си Догз» в AA-лиге. Его показатель отбивания составил 28,2 %, он выбил 31 хоум-ран и набрал 94 RBI. В составе «Портленда» он должен был начал сезон 2018 года, но в апреле лига объявила о том, что Чавис дисквалифицирован на восемьдесят игр после положительного теста на дегидрохлорметилтестостерон. Вернувшись на поле, он до конца сезона сыграл в 46 матчах за «Си Догз» и клуб AAA-лиги «Потакет Ред Сокс». Он отбивал с показателем 29,8 %, выбил девять хоум-ранов и набрал 27 RBI. После завершения чемпионата «Бостон Ред Сокс» включили его в расширенный состав команды.

### Главная лига бейсбола
В апреле 2019 года Чавис впервые был вызван в основной состав «Ред Сокс» и дебютировал в Главной лиге бейсбола. По итогам мая он был признан Новичком месяца в Американской лиге. В своём первом сезоне он сыграл в 95 матчах с показателем отбивания 25,4 %, выбив 18 хоум-ранов и набрав 58 RBI. Главной проблемой Чависа стало большое число получаемых страйкаутов. По их общему количеству он стал вторым в лиге, уступив только Элою Хименесу из «Чикаго Уайт Сокс». Из-за травмы он не смог принять участие в осенних матчах команды в плей-офф. В сокращённом из-за пандемии COVID-19 сезоне 2020 года его результативность сильно снизилась. С показателем 21,2 % Чавис стал худшим отбивающим команды.
В 2021 году Чавис провёл за «Бостон» 31 игру с атакующей эффективностью 19,0 %. В июле клуб обменял его в «Питтсбург Пайрэтс» на питчера Остина Дэвиса. После перехода он некоторое время провёл в фарм-команде «Индианаполис Индианс», а в августе дебютировал в составе «Пайрэтс». До конца регулярного чемпионата Чавис сыграл в двенадцати матчах, отбивая с показателем 35,7 %.